# 莫霍克河

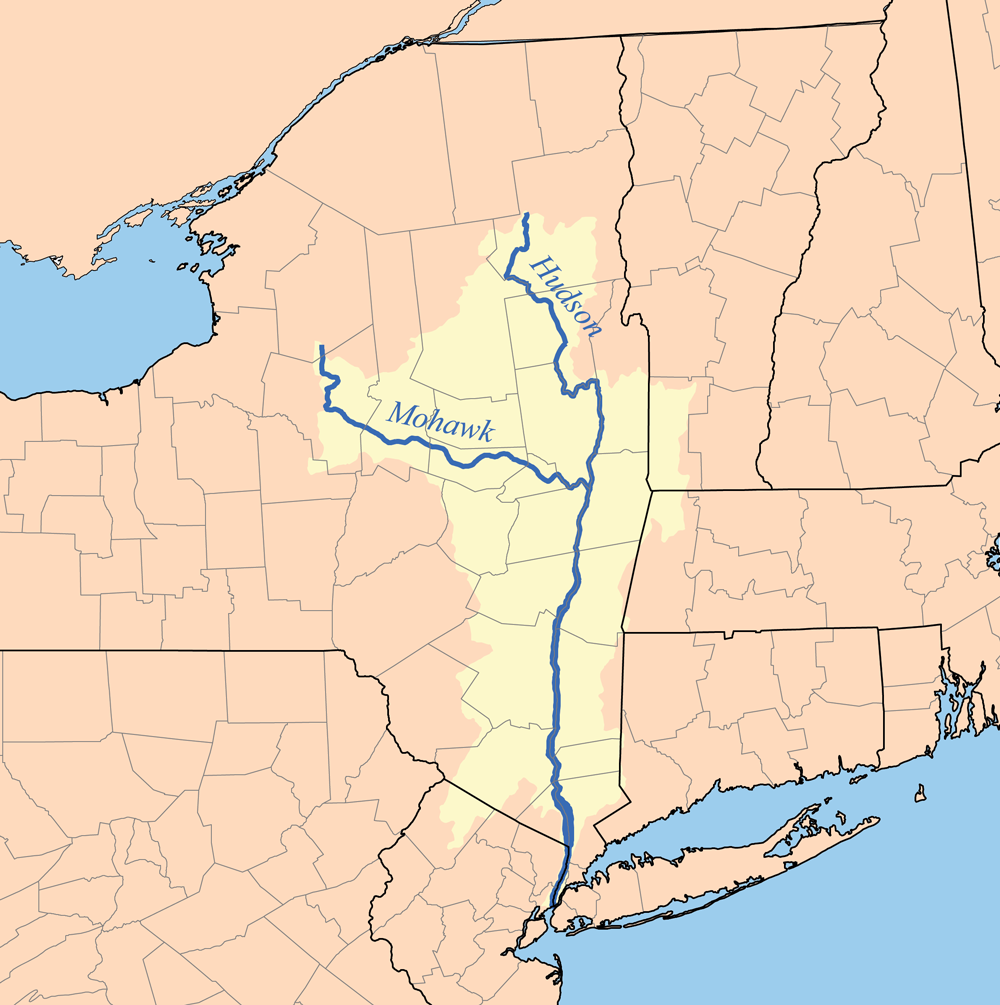
莫霍克河與哈德遜河流域

莫霍克河（英語：Mohawk River）是美國東北部的紐約上州地區的一條主要河流，在奧本尼匯入哈德遜河，流經過冰河時期時冰川所遺留下來的河道，穿越阿帕拉契山脈的北部，將紐約州分為卡茲奇地區與阿迪朗达克地區。莫霍克河是在阿拉巴馬州以北唯一一條穿越阿帕拉契山脈的河流，並且幾乎自當時為河運重道的哈德遜河西面分出直直的對向安大略湖與伊利湖。從莫霍克河以西便可以經過許多在紐約州西部內陸剛成立的城鎮。莫霍克河與伊利運河為紐約上州連結中西部的一條重要水道。